# 青洲の里

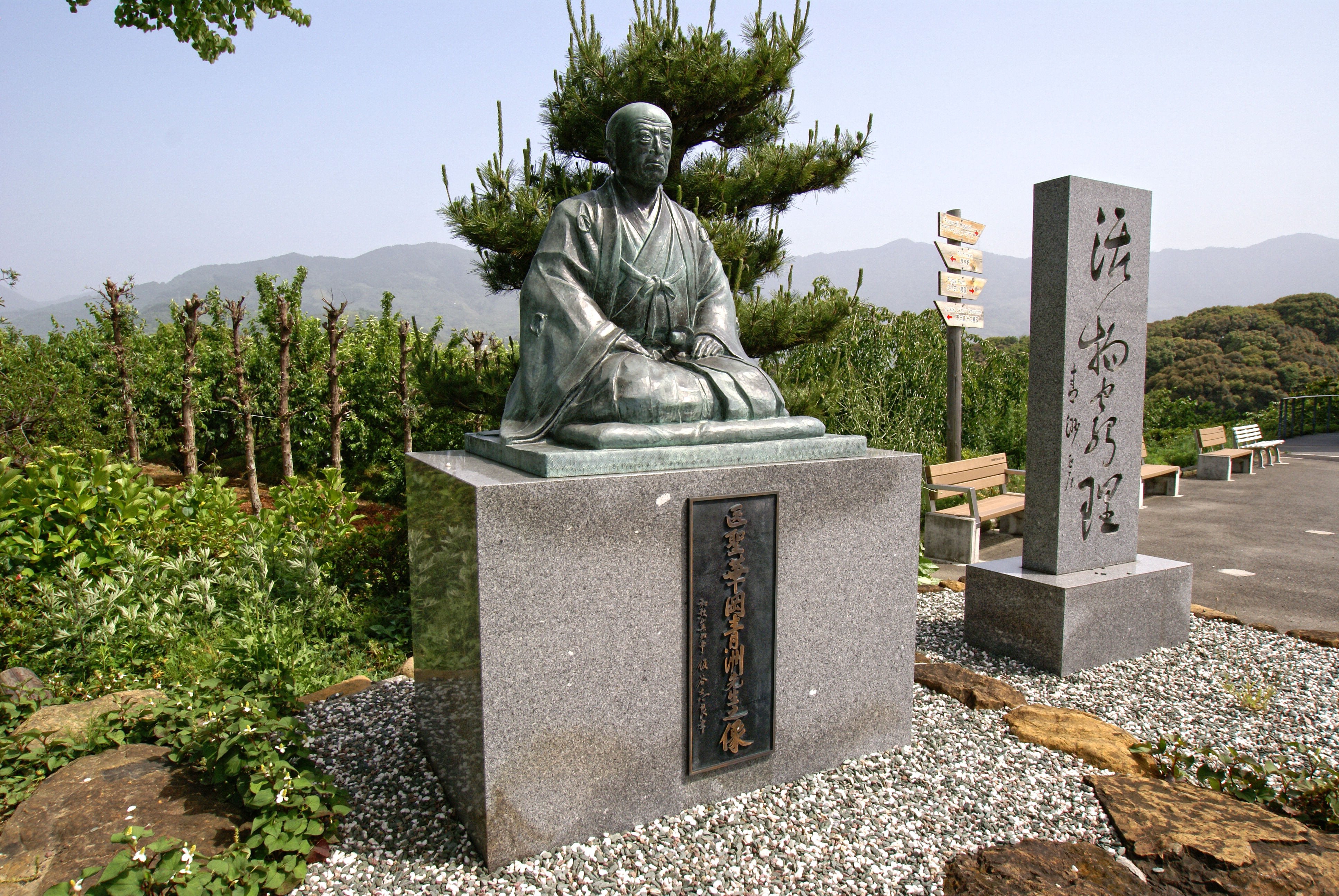
青洲の里にある華岡青洲像

青洲の里（せいしゅうのさと）は、江戸時代の医学者華岡青洲を顕彰するために設立された公園・施設群の総称。所在地は和歌山県紀の川市、財団法人青洲の里が運営する。
世界初の全身麻酔手術成功など世界の医学史に名を残す医聖華岡青洲の顕彰と健康創造をテーマに、青洲の自邸兼病院・医学校であった歴史的建造物「春林軒」を中核として開設された公園・博物館。

## 施設
- 春林軒 - 主屋と蔵は青洲の時代の建物

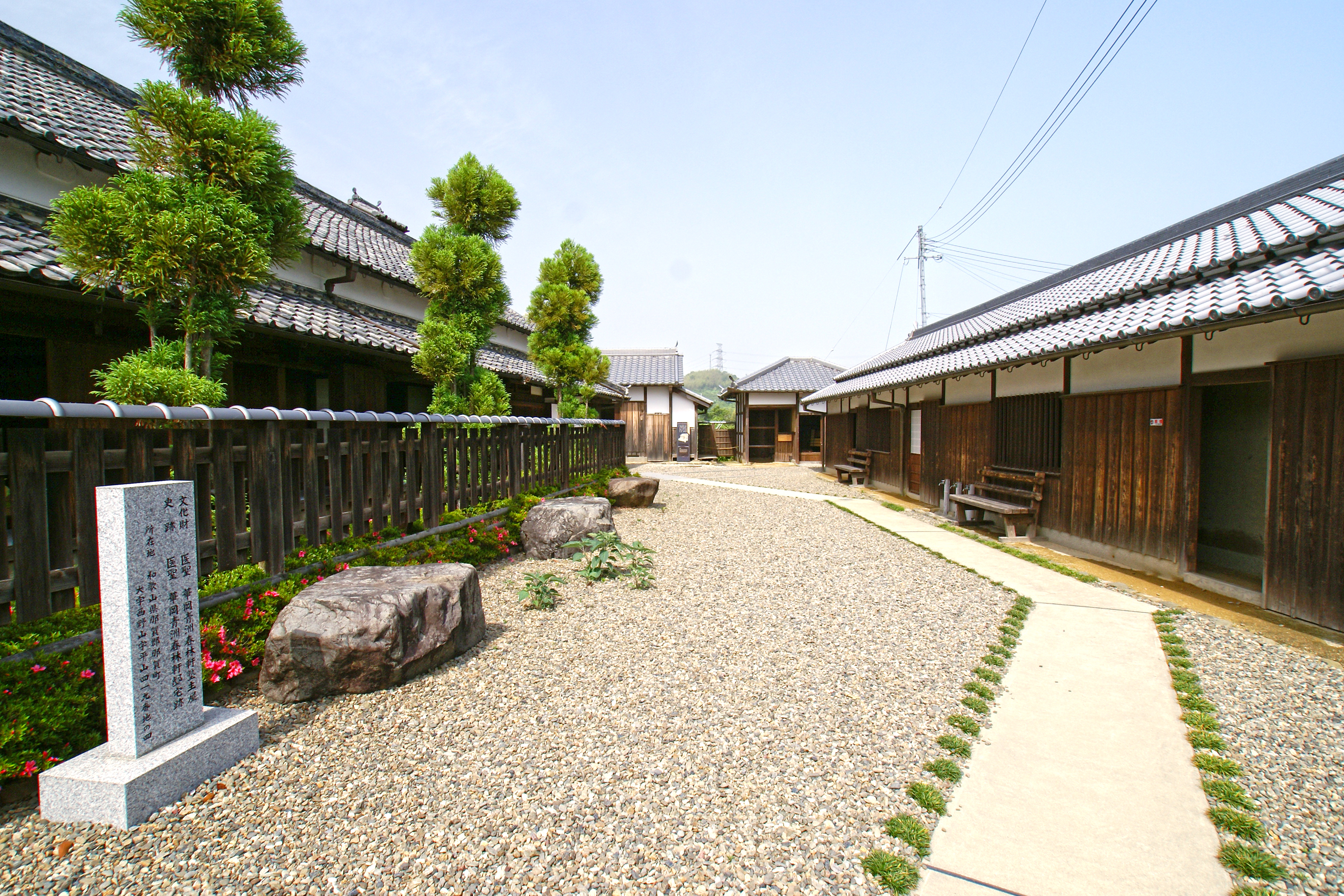
春林軒

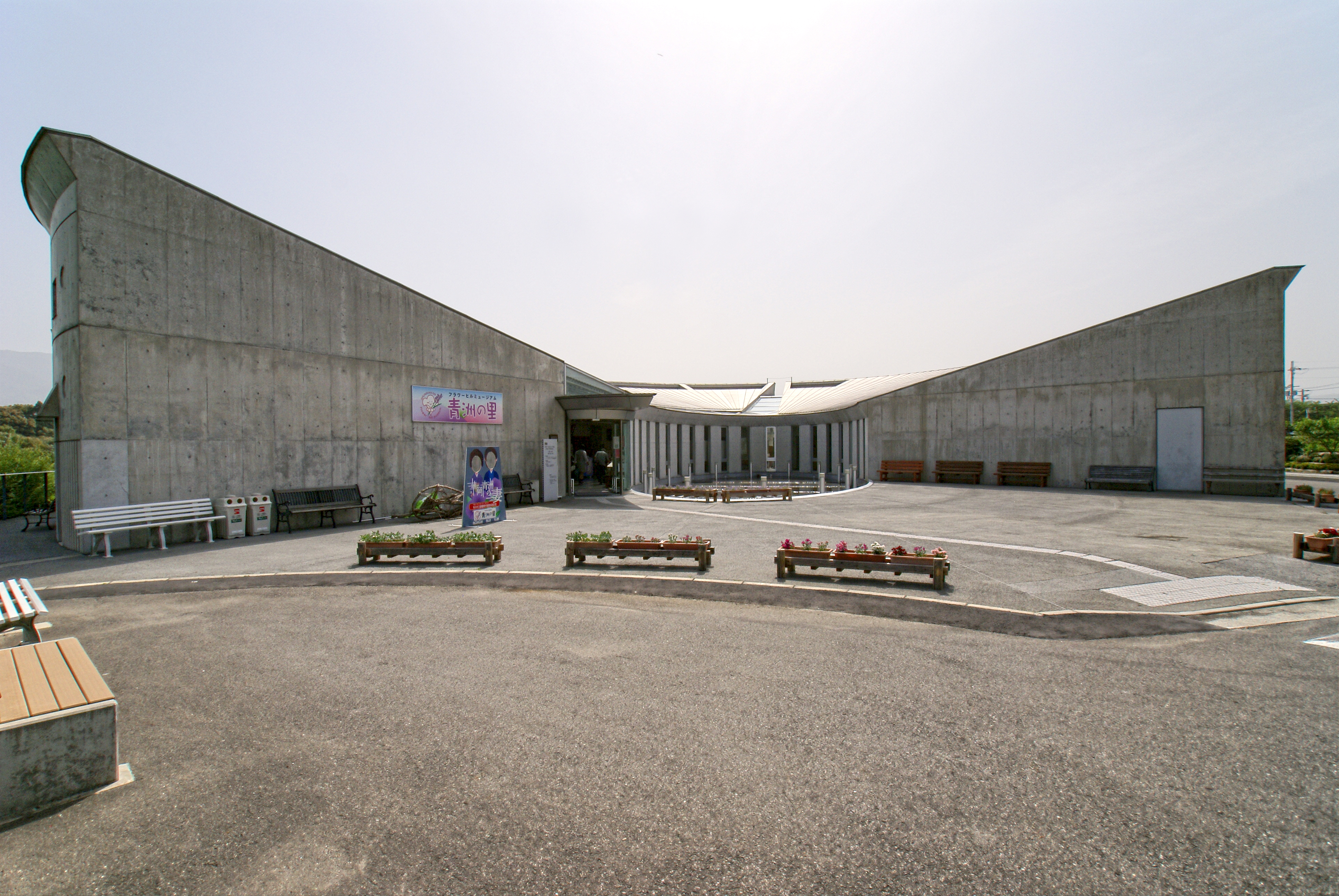
フラワーヒルミュージアム

- フラワーヒルミュージアム - 黒川紀章設計の博物館
  - 展示室 - 華岡青洲が実際に使用した手術道具など遺品や記録を展示。
  - レストラン「華」 - 健康創造をテーマとした野菜料理のバイキングレストラン。78席（うちテラス席28席）、南側のテラス席からは山並みと斜面下のふれあい農園の眺望が得られる。
  - パン工房「ヒルベーカリー」- 米粉パンを中心に製造販売。小麦パンもあり。
  - 多目的ホール
- 華岡青洲顕彰記念公園
- 宴会場：華別館
- ふれあい農園 - 敷地面積は13,157m2で、薬草園や花壇があり散策もできる。

## 利用情報
- 休館日 - 毎週火曜日（祝日の場合は翌日）、年末年始
- 所在地 - 〒649-6604 和歌山県紀の川市西野山473

## 道の駅青洲の里
道の駅青洲の里（みちのえき せいしゅうのさと）は、和歌山県紀の川市西野山473にある紀の川市道西野山平山線の道の駅である。2015年11月5日に道の駅として登録された。

### 施設
- 駐車場
  - 普通車：48台
  - 大型車：4台
  - 身障者用駐車場：2台
- トイレ
- レストラン
- 物産販売施設

## 交通アクセス
- JR和歌山線名手駅下車 徒歩約20分
- 京奈和自動車道 紀の川東IC
- 京奈和自動車道 かつらぎ西IC

## 周辺情報
- 旧名手宿本陣 - 華岡青洲の妻加恵の実家、国の重要文化財3棟、国の史跡
- 粉河寺 - 西国三十三所、国の重要文化財4棟
- 十禅律院